# Cryptographis costaricalis
Cryptographis costaricalis là một loài bướm đêm trong họ Crambidae.